# (29228) 1992 EC
(29228) 1992 EC là một tiểu hành tinh vành đai chính. Nó được phát hiện bởi Seiji Ueda và Hiroshi Kaneda ở Kushiro, Hokkaidō, Nhật Bản, ngày 2 tháng 3 năm 1992.